# Josef Simon
Josef Simon, född 9 juli 1934 i Balantonujlak, Ungern, är en ungersk-svensk målare och keramiker.
Efter att under några år studerat arkeologi vid universitetet i Budapest kom Simon som flykting till Wien 1957. Där började han studera konst och måleri vid konstakademien men flyttade senare samma år till Sverige där han fick anställning som lagerarbetare. Han studerade keramik och industriell design vid Konstfackskolan i Stockholm  1960–1963 varefter han under ett år var elev vid École des Beaux-Arts i Paris. Han tilldelades tidningen Frihets konststipendium 1964 som möjliggjorde en studieresa till USA. Under sin studietid sommarjobbade han vid A Wiigs keramikfabrik i Halden och efter sina studier anställdes han som formgivare vid Søholms keramikfabrik på Bornholm. Separat ställde han ut med keramik, akvareller och oljemålningar i Stockholm, Paris och Rønne på Bornholm.